# Franeker landen

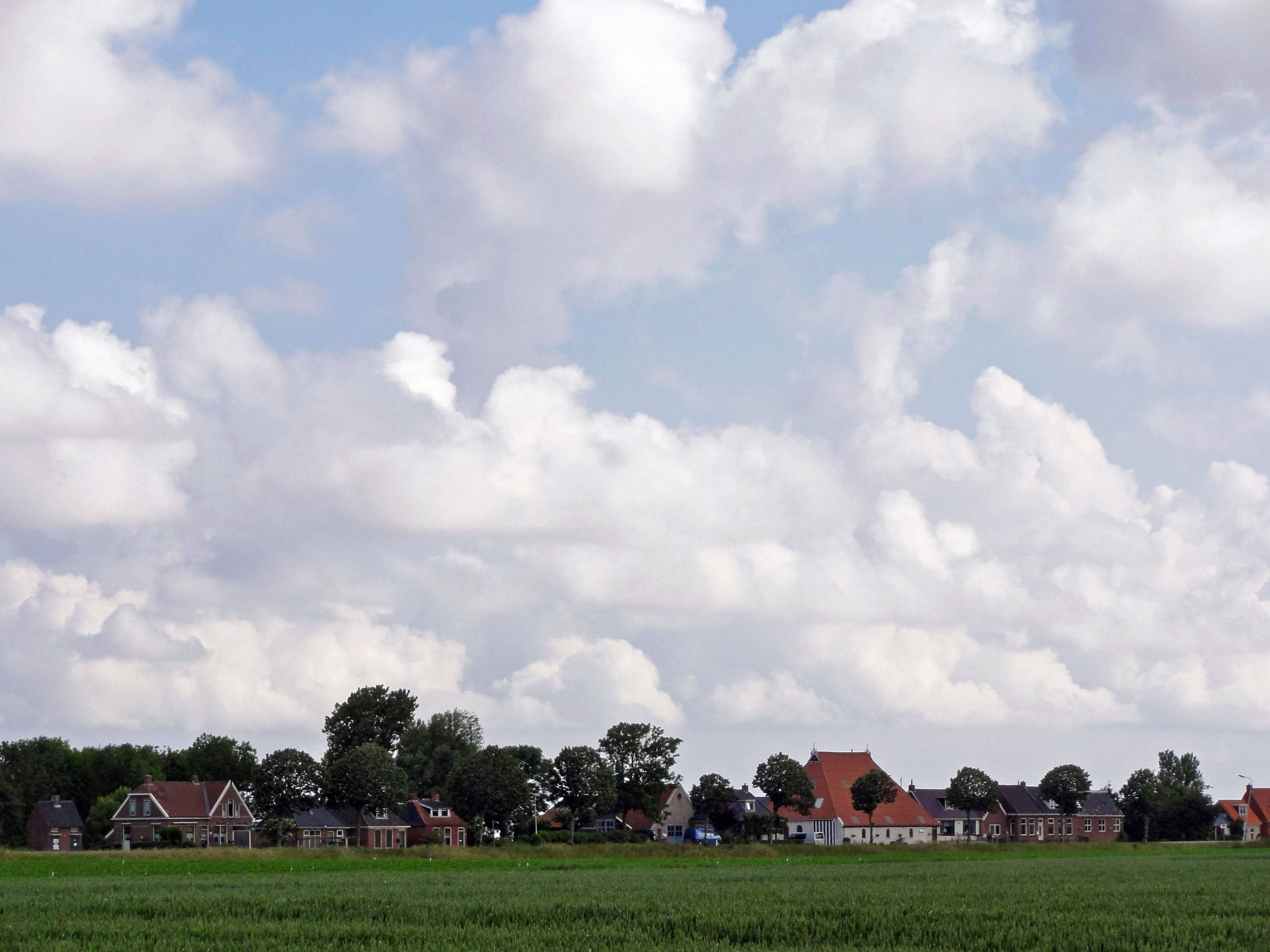
Zicht op Oudebildtdijk vanaf de Franeker landen

De Franeker landen is een stuk land in de gemeente Waadhoeke, ten noorden van het dorp Sint Jacobiparochie. In 1501 schonken Hendrik en George van Saksen het gebied aan de stad Franeker als dank voor door de stad bewezen diensten.

## Geschiedenis
In 1499 werd Hendrik van Saksen door zijn vader Albrecht van Saksen aangesteld als zijn waarnemer in de Friese gebieden. Albrecht was het jaar ervoor door keizer Maximiliaan I benoemd als erfelijk gubernator en potestaat over deze gebieden. Snel daarna kwam het tot een opstand tegen het Saksische bewind, gesteund door de stad Groningen. Het opstandige leger sloeg het beleg van Franeker, waar Hendrik zijn intrek genomen had. De stad bleef Hendrik steunen totdat de opstandelingen werden verslagen door een leger dat geleid werd door Albrecht van Saksen. Voor die hulp kreeg Franeker een stuk land van 200 morgen in het Bildt geschonken. Het betrof toen nog buitendijks land in de vorm van een kwelder. Met de opbrengst van het land kon Franeker de stad versterken met wallen en torens.
De Franekerlanden liggen ten noordwesten van Sint Jacobiparochie tussen de Oudebildtdijk, Kadal en de Holle Rij. Toen de Oudebildtdijk in 1505 werd aangelegd kwamen deze landen binnendijks te liggen.